# يارون
يارون هي إحدى القرى اللبنانية من قرى قضاء بنت جبيل في محافظة النبطية.
تقع يارون في قضاء بنت جبيل أحد أقضية محافظة النبطية. تبعد يارون 126 كلم (78.2964 مي) عن بيروت عاصمة لبنان. ترتفع 780 م (2559.18 قدم - 853.008 يارد) عن سطح البحر وتمتد على مساحة 1518 هكتاراً (15.18 كلم²- 5.85948 مي²).
يارون أقصى حدود الوطن، جارة فلسطين ومعبر ثوارها الأوائل من ناصيف نصار إلى الشهيد رضوان صالح. يعود ذكرها إلى اليوميات مع تكرر الاعتداءات الإسرائيلية والخروقات البرية والجوية والدوريات.الألغام منثورة في أراضيها، ولطالما سكنت طرقها وحقولها دبابات وآليات »اليونيفيل«. وهي أيضاً الغائبة عن خرائط التنمية الرسمية، فيما سيرتها سيرة القصور الفخمة.. والخاوية.
يعتقد البعض أن اسم يارون يعود إلى العهد الكنعاني.
يبلغ عدد السكّان المسجّلين في يارون 2250 نسمة. في الانتخابات 2005 كان في يارون 6488 منتخب مسجل ومنهم 3538 منتخب فعليّ.
تشاطر بلدة يارون الحدودية في قضاء بنت جبيل عدداً من مثيلاتها في قرى القضاء، ولا سيما المحيطة بها كبنت جبيل وتبنين وبرعشيت والجميجمة في تكريس مبادئ العيش المشترك وأسسه ما بين المقيمين فيها من مسيحيين ومسلمين.
اشتهر أهل البلدة بالزراعة وتربية الماشية، كحال معظم سكان هذه المناطق، لكن الاحتلالات المتعاقبة والاعتداءات الكثيرة التي تعرضت لها البلدة، جعلت أبناءها يسلكون درب الهجرة.
من الناحية التعليمية في يارون مدرسة رسمية (الا انها غير مستخدمة منذ بضع سنوات) ودير سان جاورجيوس الابتدائي الذي أصبح شبه منسياً.
من الناحية الصحية فمستوصف الدير المتواضع هو الوحيد.
من الناحية الدينية فهناك جامع البلدة والحسينية ومقام الخضر (ع) ومصلى الجبانة والكنيسة.
من الناحية الأثرية كشفت بعض الأعمال الانشائية في بلدة يارون مؤخرا، عن بعض الاحجار الكبيرة، التي يعتقد انها اثرية، بسبب اشكالها المصقولة وحجمها وموقعها في مكان سبق ان وجدت فيه آثار. والاحجار التي وجدت، مصفوفة بشكل هندسي طولي، على عمق يتجاوز المتر تحت التراب، على تلة <<عارة>> القريبة من السياج الحدودي مع فلسطين المحتلة. وهو نفس المكان الذي وجد فيه سابقا قبر حجري منقوش، في صخرة كبيرة، يشبه إلى حد كبير قبر ملك حيرام الصوري بلإضافة الى تلة المنصورة التي تتميز بأحجارها الكبيرة و مجسمات المنازل القديمة و الآبار المنحوتة و المدافن الصخرية ويعتقد انها كانت تعود الى عصر ما قبل الكنعانيين، وحسب اقاويل الاجداد بأن اهل المنصورة قد غادروا بسبب هجوم النمل الذي اكل عيون اطفالهم وقد هاجروا الى بلاد اليمن، بالإضافة الى منطقة الخربة وعينها اللتان عمرا غالبا في وقت الرومان ويحكى ان قامت امرأة قبل ما يقارب الثمانين عام بالعثور على قطة اثرية قديمة وغيرها من القصص مثل جرار الذهب وما شابه وحرج البلدة الذي يعتبر الأكبر من نوعه في أقصى الجيب الجنوبي التابع لقضاء بنت جبيل، تقدر مساحته بـ650 دونماً، ويضم ما لا يقل عن سبعة آلاف سنديانة معمرة (عمر معظمها أكثر من مئة عام)، وتبذل الجهود سنوياً، من قبل جهات محلية وأجنبية، للمحافظة عليه.
كباقي القرى الجنوبية واللبنانية تفتقر يارون إلى الكثير من الإنماء والنشاطات والمساعدات بغض النظر عن الدعم الخاص من الأيادي الخيِّرة.

## وصلات خارجية
لمزيد من الإطلاع على أحوال هذه البلدة اللبنانية مراجعة
موقع بلدة يارون